# L'Areny
L'Areny és una muntanya de 394 metres que es troba entre els municipis de Mont-roig del Camp i de Vilanova d'Escornalbou, a la comarca catalana del Baix Camp.